# Ecuație chimică
Ecuația chimică este reprezentarea simbolică cu ajutorul formulelor chimice a reacțiilor chimice. În cadrul acesteia, reactanții sunt reprezentați în partea stângă a ecuației, iar produșii de reacție în partea dreaptă. Coeficienții care se află în fața formulelor reprezintă valorile absolute ale numerelor stoechiometrice. Prima ecuație chimică a fost scrisă de Jean Beguin în 1615.
O reprezentare generalizată a unei ecuații chimice este cea de mai jos, a, b, c și d fiind coeficienții, iar cu litere mari sunt reprezentate substanțele care participă la reacție (A și B sunt reactanții, C și D sunt produșii de reacție):
{\displaystyle a\,\mathrm {A} +b\,\mathrm {B} \to c\,\mathrm {C} +d\,\mathrm {D} }

## Simboluri
Pentru diferențierea diferitelor tipuri de reacții, se folosesc diverse simboluri. Astfel:
- "{\displaystyle =}" este folosit pentru reacții stoechiometrice.
- "{\displaystyle \rightarrow }" este folosit pentru orice reacție directă.
- "{\displaystyle \rightleftarrows }" este folosit pentru o reacție reversibilă.
- "{\displaystyle \rightleftharpoons }" este folosit pentru simbolizarea echilibrului.